# Kamienica przy alei Mickiewicza 9 w Bydgoszczy
Kamienica przy Al. Mickiewicza 9 w Bydgoszczy – zabytkowa kamienica w Bydgoszczy.

## Położenie
Budynek stoi w północnej pierzei Al. Mickiewicza, nieopodal skrzyżowania w z ul. 20 stycznia 1920 r.

## Historia i charakterystyka
Kamienicę wzniesiono według projektu bydgoskiego architekta Rudolfa Kerna, jako siedzibę Bydgoskiego Konserwatorium Muzycznego (niem. Bromberger Konservatorium der Musik) – pierwszej prywatnej szkoły muzycznej na terenie Bydgoszczy. Szkoła ta powstała w 1904 roku z inicjatywy Arnolda Schattschneidera i mieściła się pierwotnie przy ulicy Gdańskiej (niem. Danzigerstrasse 158). Zajmowany przez szkołę budynek okazał się z czasem zbyt mały i podjęto decyzję o budowie nowego gmachu, właśnie przy alei Mickiewicza. Budowę rozpoczęto w grudniu 1905 roku, a w październiku 1906 roku odbył się już koncert inauguracyjny w nowej siedzibie szkoły.
Budynek został wzniesiony w stylu secesji berlińskiej, z zastosowaniem bogatych form dekoracyjnych. Fasada została zrytmizowana przez piony i poziomy wyodrębniające poszczególne jej części. Znacznie zróżnicowano rozwiązania konstrukcyjne balkonów. Mimo tego, iż tworzą jeden układ, każdy z nich został zamknięty inaczej opracowaną balustradą. Wejście główne było podwójne: jedno z nich prowadziło na klatkę schodową do sal konserwatorium, drugie do prywatnych pomieszczeń właściciela całej kamienicy i jednocześnie dyrektora szkoły.
Wnętrze kamienicy w części konserwatorium mieściło szereg klas szkolnych i instrumentalnych, bibliotekę i obszerną salę koncertową. Wystrój sali utrzymano w stylu neobarokowym, charakterystycznym dla wnętrz reprezentacyjnych.
W sali koncertowej organizowano koncerty symfoniczne, wieczory kameralne, koncerty uczniów i comiesięczne koncerty abonamentowe. W innych, mniejszych salach, znajdowały się klasy fortepianu, skrzypiec, wiolonczeli oraz śpiewu chóralnego. Uczyli w nich pedagodzy kształceni w Wiedniu, Dreźnie, Ratyzbonie, Pradze, Rzymie, Moskwie i Warszawie, tak Niemcy, jak i Polacy (po I wojnie światowej). Większość absolwentów zatrudniana była po zakończonej edukacji w orkiestrze teatralnej Towarzystwo Sceny Niemieckiej (niem. Verein Deutsche Bühne). Jej kapelmistrzem był drugi dyrektor konserwatorium (od 1914 roku) Wilhelm von Winterfeld. W 1921 roku przeniósł on szkołę do nowej siedziby przy ul. Gdańskiej 54. W związku z tym, wnętrze kamienicy przebudowano, a sale wykładowe i salę koncertową zamieniono na mieszkania. 
W okresie powojennym, w końcu lat 40. XX w. stłuczono tynki i dekoracyjne sztukaterie. Zachowały się tylko te dekoracje, które były stopione z licem ciągłego muru fasady.
W latach 2002–2004 wykonano generalny remont fasady budynku.

## Galeria

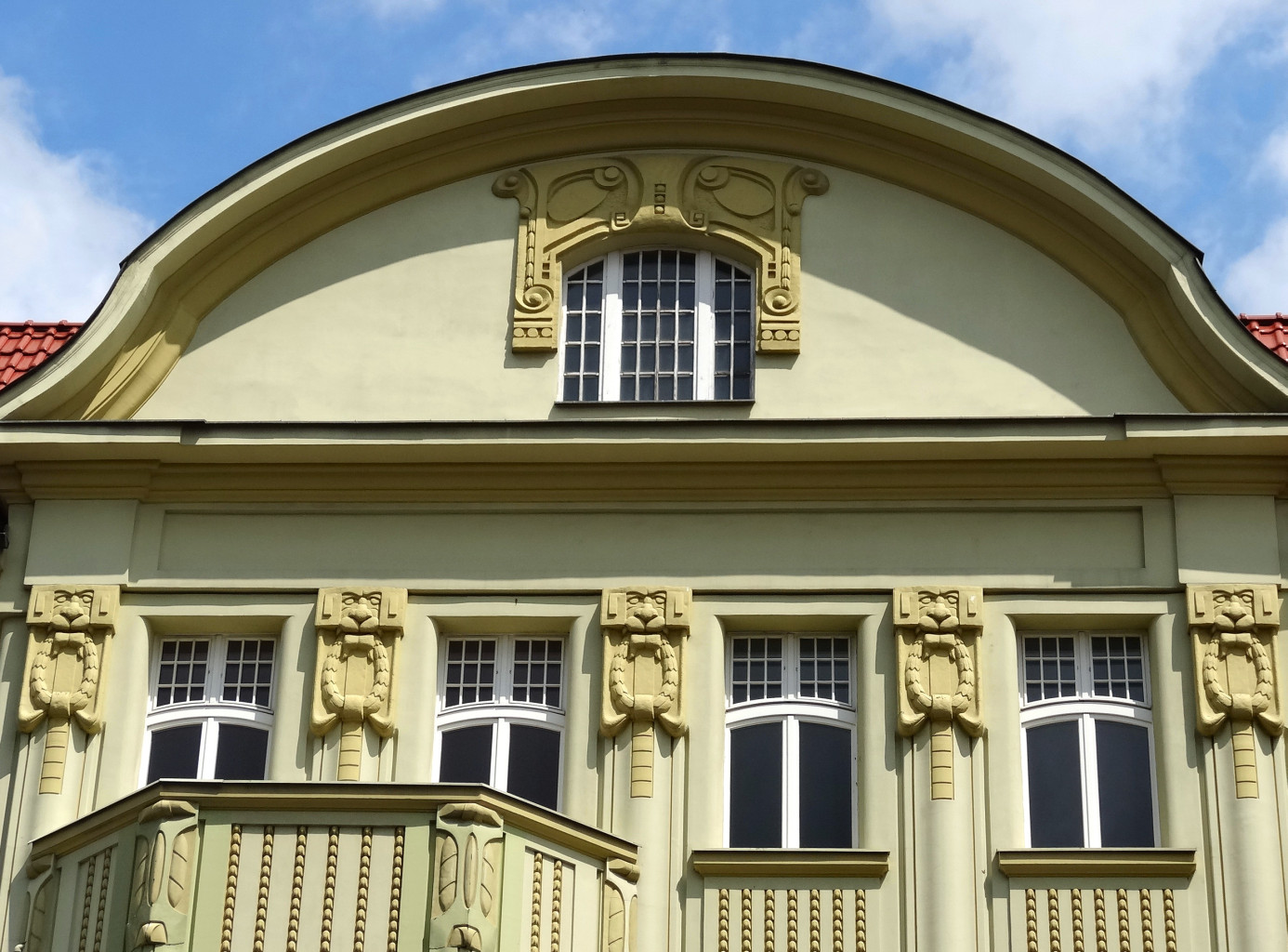
Fasada
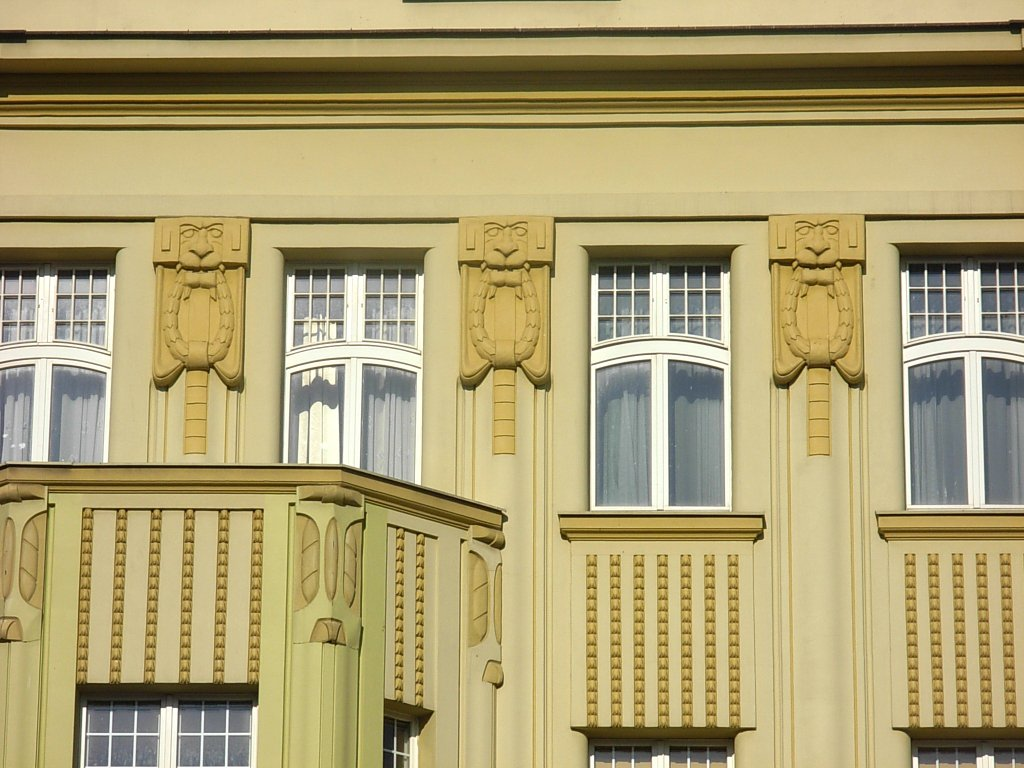
Secesyjne zdobienia
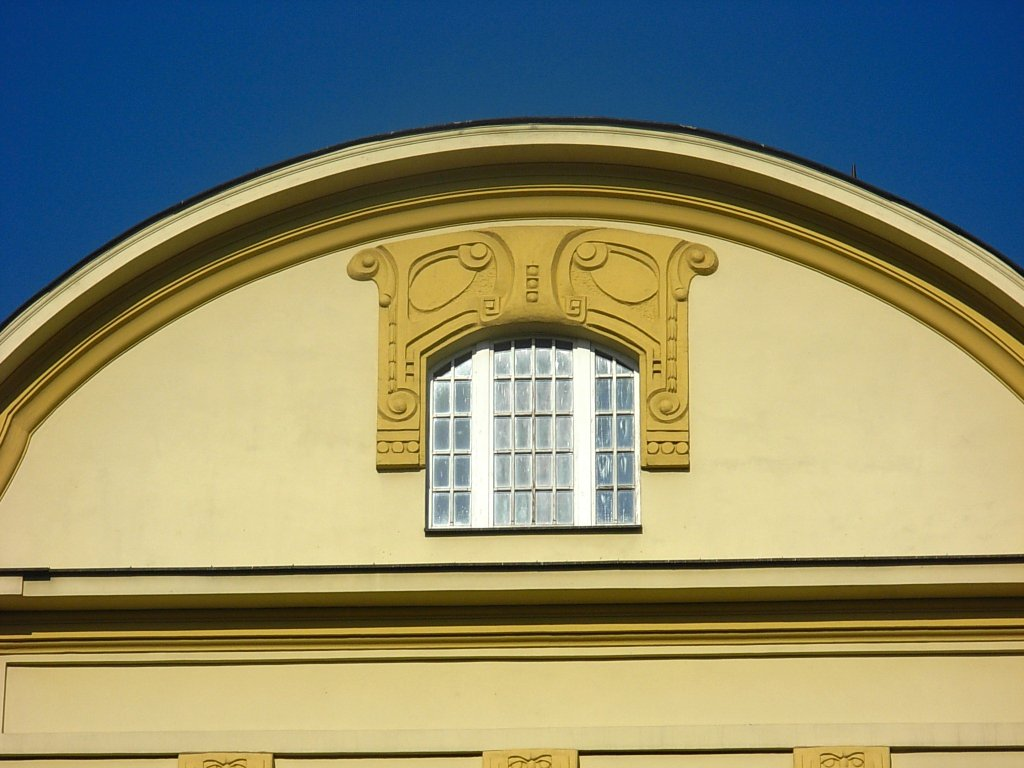
Łukowy szczyt
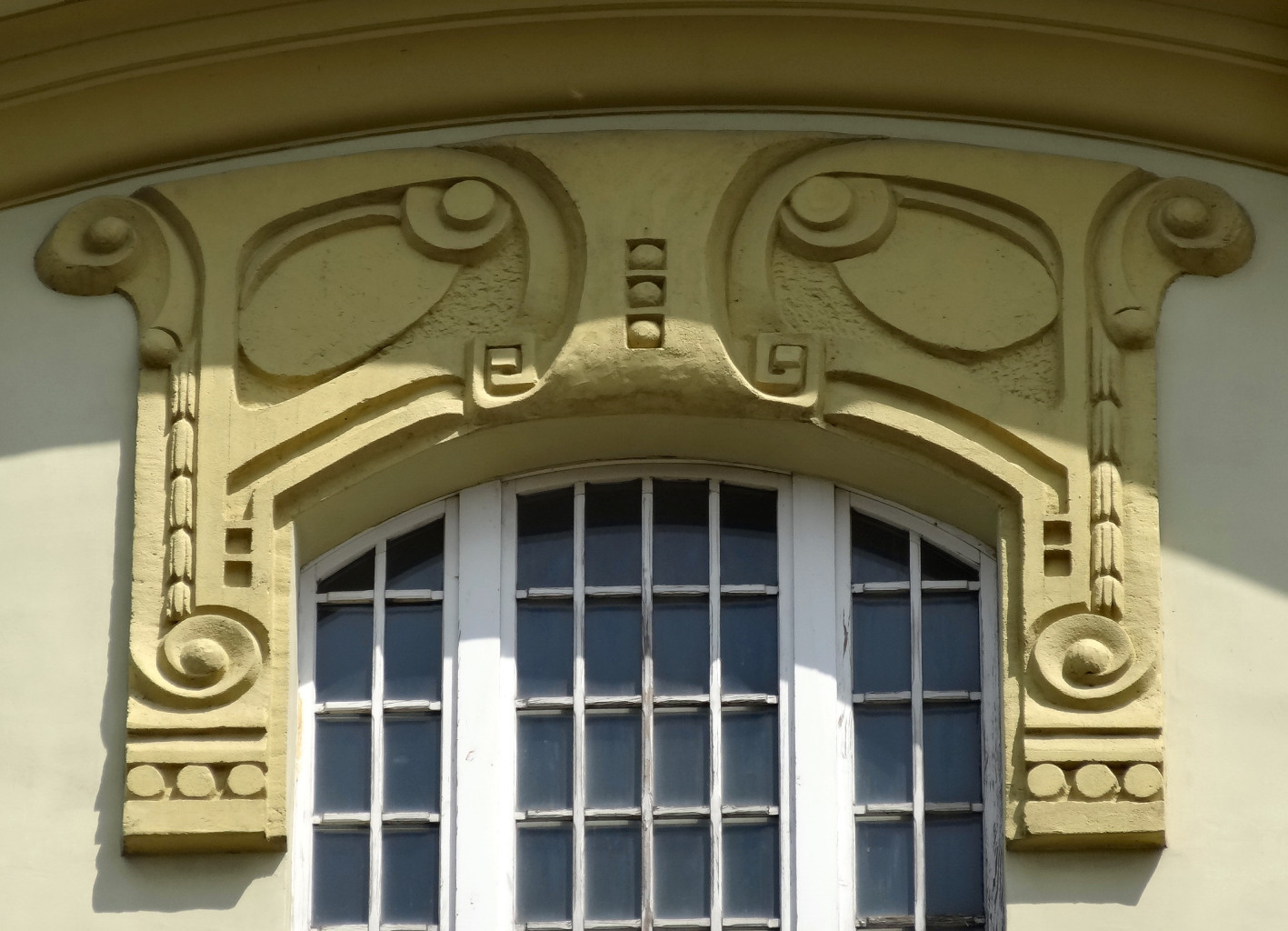
Płaskorzeźby